# Sine Christiansen
Sine Christiansen (ur. 31 stycznia 1985 w Hadsund) – duńska wioślarka.

## Osiągnięcia
- Mistrzostwa Świata Juniorów – Troki 2002 – czwórka podwójna – 18. miejsce[1].
- Mistrzostwa Świata Juniorów – Ateny 2003 – czwórka podwójna – 8. miejsce[1].
- Mistrzostwa Świata U-23 – Amsterdam 2005 – jedynka wagi lekkiej – 7. miejsce[1].
- Mistrzostwa Świata – Eton 2006 – czwórka podwójna wagi lekkiej – 2. miejsce[1].
- Mistrzostwa Świata U-23 – Glasgow 2007 – dwójka podwójna wagi lekkiej – 2. miejsce[1].
- Mistrzostwa Europy – Poznań 2007 – dwójka podwójna wagi lekkiej – 5. miejsce[1].
- Mistrzostwa Świata – Linz 2008 – jedynka wagi lekkiej – 12. miejsce[1].